# Lebedînți, Sribne
Lebedînți (în ucraineană Лебединці) este un sat în comuna Karpîlivka din raionul Sribne, regiunea Cernihiv, Ucraina.

## Demografie
Componența lingvistică a localității Lebedînți
     Ucraineană (98,36%)
     Rusă (1,64%)
Conform recensământului din 2001, majoritatea populației localității Lebedînți era vorbitoare de ucraineană (98,36%), existând în minoritate și vorbitori de rusă (1,64%).